# Gabriele Piras
Gabriele Piras (* 3. Juni 1999 in Rho) ist ein italienisch-österreichischer Fußballspieler.

## Karriere
Piras kam in der Winterpause der Saison 2014/15 von Inter Mailand nach Österreich in die Akademie des SK Sturm Graz, in der er bis 2016 spielte. Im August 2016 debütierte er für die Amateure von Sturm in der Regionalliga, als er am sechsten Spieltag der Saison 2016/17 gegen die SPG FC Pasching/LASK Juniors in der 77. Minute für Dario Maresic eingewechselt wurde. Sein erstes Tor in der Regionalliga erzielte er im April 2018 bei einer 3:1-Niederlage gegen den SK Vorwärts Steyr.
Zur Saison 2018/19 rückte er in den Profikader der Grazer auf, kam allerdings weiterhin nur für die Amateure zum Einsatz. Daraufhin wechselte er im Jänner 2019 zum Zweitligisten SV Lafnitz. Sein Debüt in der 2. Liga gab er im März 2019, als er am 18. Spieltag jener Saison gegen den SKU Amstetten in der Startelf stand.
Nach der Saison 2019/20 verließ er Lafnitz und wechselte nach Slowenien zum Zweitligisten NK Drava Ptuj. 2021 ging er in die Serie D.

## Persönliches
Piras wurde in Rho als Sohn eines Sardiniers und einer Österreicherin geboren.